# کوه گریزیم
کوه گریزیم (عربی: جَبَل جَرِزِيم) یکی از دو کوه در مجاورت شهر فلسطینی نابلس و شهر کتاب مقدس شکیم است.
در کتاب مقدس از کوه به عنوان مکانی یاد شده‌است که بنی‌اسرائیل، پس از ورود به سرزمین موعود پس از خروج بنی‌اسرائیل از مصر، مراسم برکت را در آنجا انجام دادند. همان‌طور که موسی به آنها دستور داده بود.